# Palais Grassalkovich

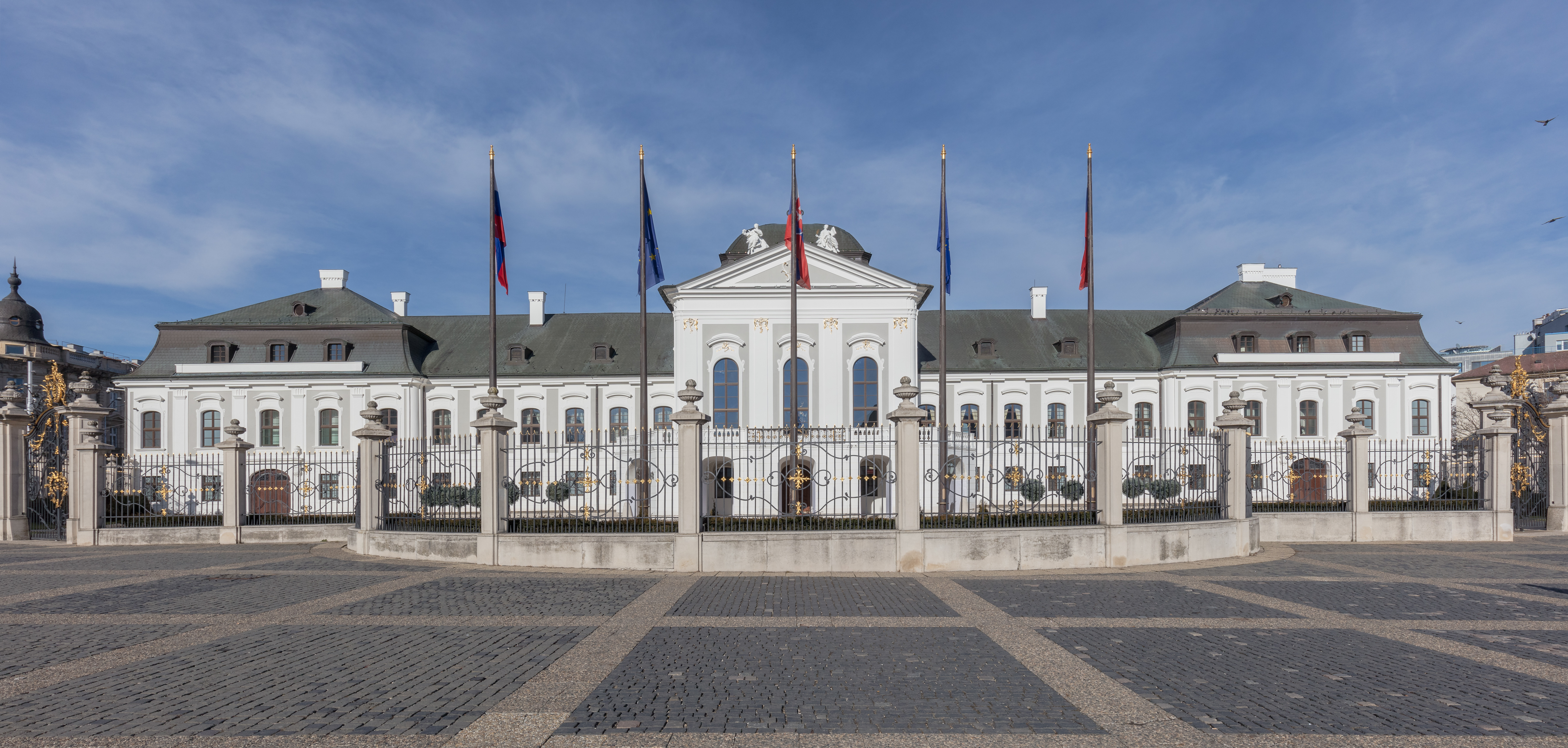
Blick auf das Palais Grassalkovich

Das Palais Grassalkovich (slowakisch Grasalkovičov palác), heutzutage auch Präsidentenpalais (Prezidentský palác) genannt, ist ein Bauwerk in Bratislava. In ihm befindet sich der Sitz des Präsidenten der Slowakischen Republik, es liegt im Stadtteil Staré Mesto (deutsch Altstadt) nördlich des historischen Stadtkerns an der Nordseite des Hodžovo námestie in der Nähe des ehemaligen Erzbischöflichen Sommerpalais, des Sitzes der Regierung der Slowakei.

## Geschichte

### Bau des Palais und erste Jahre

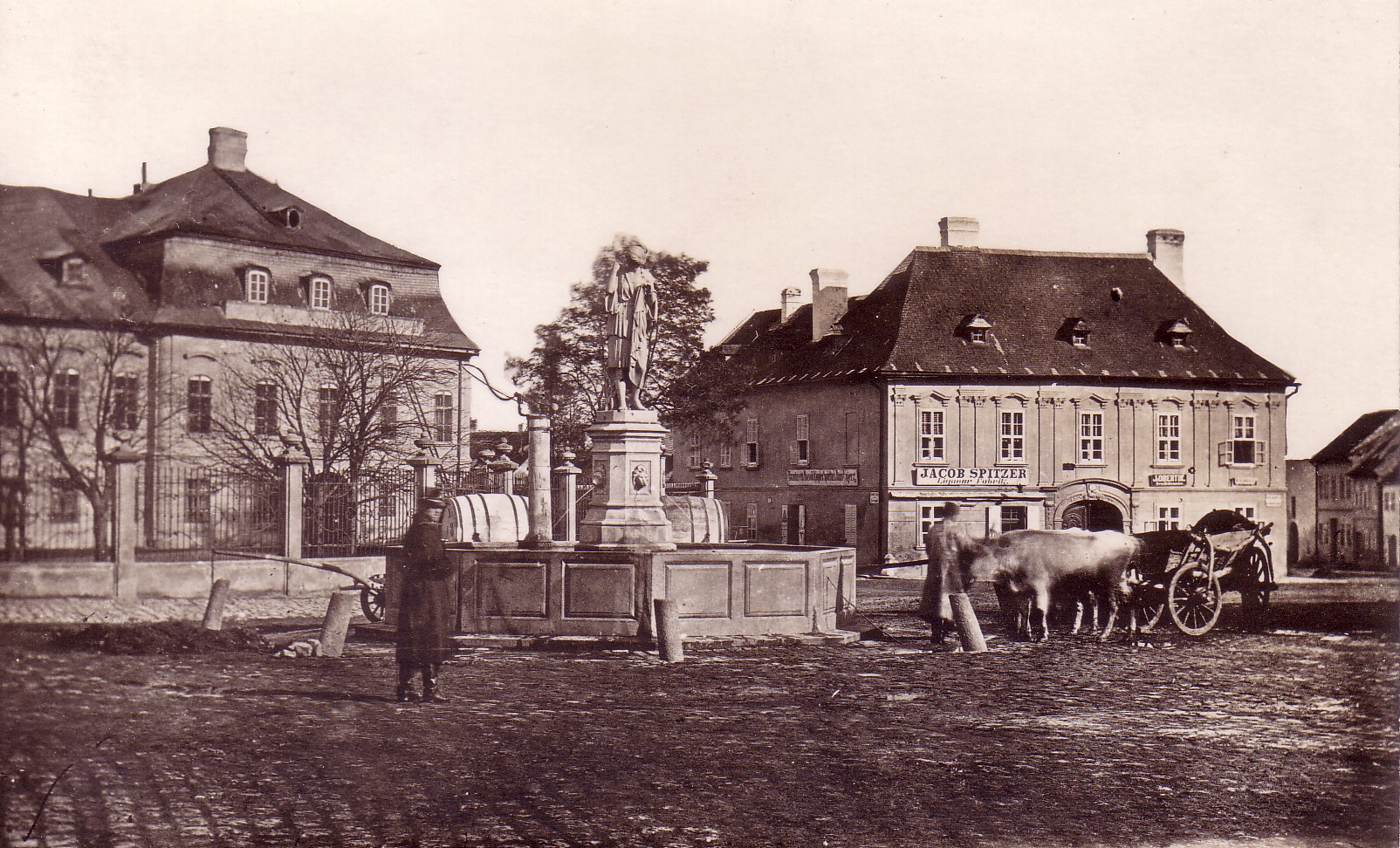
Der Artemisbrunnen am Grassalkovichplatz (heute Hodžovo námestie) um das Jahr 1884; links das Erzherzog Friedrich Palais. Im heute nicht mehr existierenden, einstöckigen Haus rechts befand sich zur Entstehungszeit der Aufnahme die Likörfabrik von Jakob Spitzer.

Das Palais Grassalkovich, ein eindrucksvolles rokoko-spätbarockes Palais mit einem Barockgarten, wurde 1760 für Graf Antal Grassalkovich I., Präsident der königlich ungarischen Hofkammer, durch den Architekten Andreas Mayerhoffer errichtet, der für ihn bereits das Schloss Gödöllő bei Budapest erbaut hatte, baugeschichtlich ein Vorbild für das Palais in Pressburg. Für das Vorhaben erwarb Grassalkovich ein altes Wirtshaus und mehrere Gartengrundstücke, beide damals außerhalb der Stadtmauer, nördlich des Dürre-Maut-Tores (heute slowakisch Suché mýto). Dieses Bauwerk hat zahlreiche schöne Räume, vor allem der sogenannte spanische Saal und das prachtvolle, reich mit Skulpturen ausgestattete Treppenhaus sind zu erwähnen. Die Stiegenstufen bestehen aus dem harten weißen Kaiserstein aus Kaisersteinbruch im Burgenland. Das Palais war vor allem als repräsentativer Sommersitz gewidmet und weder zwei riesige Keramiköfen an der Südseite noch Kachelöfen in ausgewählten Räumen im westlichen Teil konnten im Winter Abhilfe schaffen. Westlich des Palais, unmittelbar neben dem auf den Kalvarienberg und in die Weinberge führenden Weg, wurde 1768 die ursprünglich alleinstehende Barbarakapelle gebaut. Diese ließ der Graf wegen eines älteren Gelübdes errichten und war auch öffentlich zugänglich. An der Ostseite stand ein langer, niedriger Bau, der das Lager, Holzschuppen, Ställe, Remisen und Unterkünfte für das Palaispersonal beherbergte. Zwischen dem Palais und den alleinstehenden Bauobjekten befanden sich Durchfahrten in den Lustgarten. Im rechten Winkel zur heutigen Gasse Banskobystrická, ungefähr gegenüber dem Haus Nr. 4, stand ein Privattheater, wie damals üblich für Residenzen reicher Magnaten.
Das Palais Grassalkovich wurde nach seiner Fertigstellung der Mittelpunkt des gesellschaftlichen Lebens in Pressburg, dem heutigen Bratislava, der damaligen Hauptstadt Ungarns. Einige Werke des Komponisten Joseph Haydn fanden damals dort ihre Uraufführung, da Graf Grassalkovich über ein eigenes Orchester verfügte. Er und sein Verwandter Nikolaus I. Joseph Fürst Esterházy förderten Joseph Haydn als Komponisten und Dirigenten. Da sich der wirtschaftlich erfolgreiche Graf Grassalkovich das Wohlwollen der Kaiserin Maria Theresia erhalten wollte, kam es etwa im Jahre 1765 zu einem Besitzwechsel des Palais. Im Palais Grassalkovich wurden nun Bälle und Festlichkeiten des kaiserlich-österreichischen Hofes der Habsburger veranstaltet. Joseph Haydn dirigierte das Orchester, als Marie Christine von Österreich, eine Tochter Maria Theresias, 1766 Herzog Albert von Sachsen-Teschen in der Kapelle von Schloss Hof bei Pressburg das Eheversprechen gab. Dem Philologen Ľudovít Štúr wird nachgesagt, er habe seine Liebe zu Adela Ostrolúcka dieser zum ersten Mal auf einem von Erzherzog Stefan Franz Viktor von Österreich organisierten Ball im Palais gestanden.

### 1770er Jahre bis 1918

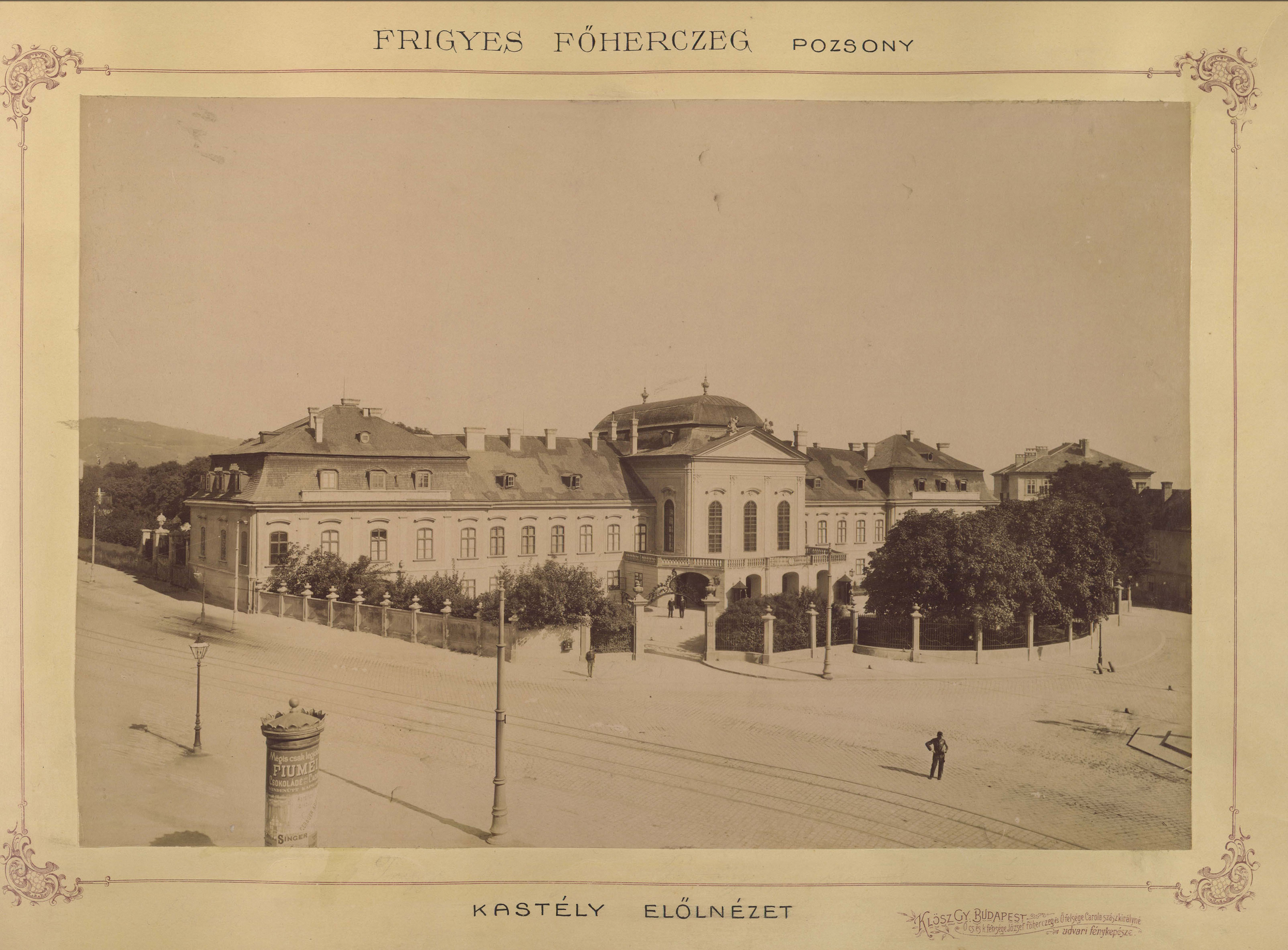
Das Palais als Sitz des Erzherzogs Friedrich von Österreich-Teschen, spätes 19. Jahrhundert

Nach dem Tod von Antal Grassalkovich I. entschied sich sein Sohn Antal Grassalkovich II., das noch neue Palais zu erweitern. Auf den Plänen ist der Pressburger Baumeister Mathias Walch unterschrieben, doch sein Beitrag zu den Plänen ist unbekannt. Die bedeutendste Änderung waren die Verlänger des Ost- und Westflügels mit pavillonähnlichen Bauten, die bis heute das Bild des Palais prägen. Der Südseite des zentralen Pavillons mit dem repräsentativen Treppenhaus wurde eine Terrasse mit einer bedeckten Durchfahrt gebaut. Die Baumaßnahmen in den 1770er Jahren betrafen auch das Innere. Durch die Entfernung einer Zwischenwand im Westflügel entstand ein großer Saal, ein anderer Raum wurde hingegen in einen kleineren Raum und ein kleines Kabinett geteilt. Die Kapelle erhielt einen neuen Altar.
Während der Krönung von Maria Ludovika Beatrix im Martinsdom mussten die höchstgestellten Mitglieder der Habsburger auch im Palais Grassalkovich untergebracht wurden, da die Burg nicht mehr königliche Residenz war. Zu diesem Anlass wurde in der Palaiskapelle auch die ungarische Stephanskrone ausgestellt. Nach dem Tod von Antal Grassalkovich III. im Jahr 1841 starb die Familie Grassalkovich aus, seine Witwe, Maria Leopoldina aus dem Hause Esterházy, konnte den Besitz nicht halten. In der Folgezeit wurde das Palais für verschiedene Zwecke genutzt, unter anderem als Haderlager und Sitz einer Lehranstalt. Der Garten wurde verwüstet und die Skulpturen gingen verloren. In den 1870er Jahren waren die Grafen Karátsonyi Besitzer des Palais. Der Graf Guido Karátsonyi ließ 1884 drei luxuriöse Mietshäuser, auch Karátsonyi-Palais genannt, im nordwestlichen Teil des Lustgartens bauen. Die letzten Eigentümer des Anwesens vor dem Ende der Monarchie Österreich-Ungarn im Jahre 1918 waren Erzherzog Friedrich von Österreich-Teschen und seine Ehefrau Isabella von Croy-Dülmen, die das Palais im Jahre 1897 für 480 Tausend Gulden kauften. Gleich nach dem Kauf begann eine Modernisierung mit dem Ziel, einen repräsentativen Sitz für Friedrich zu schaffen, dabei entstanden ein großes Speisezimmer im ersten Geschoss. Das Anwesen wurde elektrifiziert, damals über einen Anschluss an die damalige Straßenbahnstrecke durch die Stefaniestraße (heute Štefánikova ulica); Anschlüsse an das städtische Wasserverteilungssystem und Gasleitungen bestanden bereits. Isabellas Hofdame Sophie Chotek von Chotkowa lernte den österreichischen Thronfolger Franz Ferdinand von Österreich-Este in diesem Palais kennen, der sie in morganatischer Ehe ehelichte und mit dem sie zusammen bei dem Attentat von Sarajevo am 18. Juni 1914 erschossen wurde.

### Tschechoslowakei und Slowakischer Staat

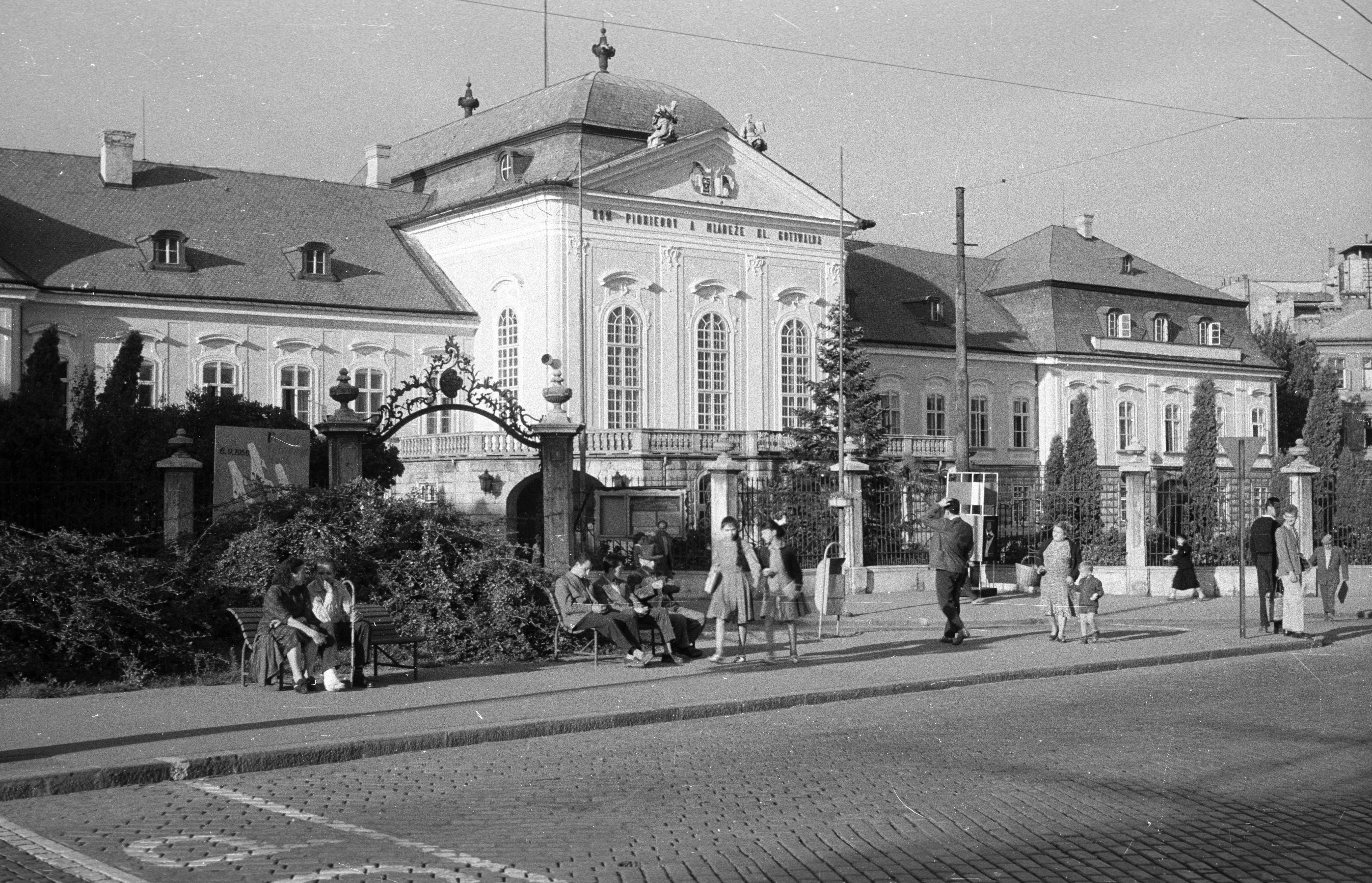
Straßenansicht des Palais im Jahr 1959, damals „Haus der Pioniere und der Jugend Klement Gottwalds“

Unmittelbar nach der Eingliederung von Pressburg in den neuen tschechoslowakischen Staat am 1. Januar 1919 befand sich im Palais das Kommando des 33. Regiments von Tschechoslowakischen Legionen, das hier Stadtvertreter empfing. Als Besitz der Habsburger beschlagnahmte die junge tschechoslowakische Republik das Anwesen und unterbrachte hier die Landesmilitärverwaltung. Die ursprüngliche Ausstattung wurde entweder verkauft oder gestohlen. Auch in der Zwischenkriegszeit war es als Friedrichspalais bekannt. Von 1939 bis 1945, zur Zeit des Nationalsozialismus, war das Palais im Ersten Slowakischen Staat unter Jozef Tiso erstmals Sitz eines slowakischen Präsidenten. Für diese Nutzung musste das Palais zuerst eilig adaptiert werden. Die Wohnung und das Arbeitszimmer des Präsidenten befanden sich im Westteil, mit einem direkten Zugang zur Kapelle, im Ostteil wurden Wohnungen des Personals hergerichtet. Nach einem Projekt des slowakischen Architekten Emil Belluš wurden die ebenerdigen Flügel, darunter das Wirtschaftsgebäude an der Ostseite, abgerissen, ebenso die dicken Mauern am Ehrenhof. Stattdessen wurde der Ehrenhof durch einen Gitterzaun optisch mit dem Platz verbunden und anstelle des Wirtschaftsgebäudes Garagen und Übernachtungsräume für das Personal gebaut. Die Durchfahrt wurde mit Marmor und das gesamte Erdgeschloss mit Travertinquadern belegt. Das Palais war ein mögliches Ziel beim amerikanischen Luftangriff am 16. Juni 1944, die Bomben verfehlten jedenfalls das Palais und trafen stattdessen die nahen Gebäude.
Nach dem Ende des Zweiten Weltkriegs im Mai 1945 wurde zuerst erwogen, das Anwesen als Sitz des Präsidenten der Tschechoslowakei im slowakischen Landesteil zu nutzen. Stattdessen wurde es Sitz des „Beauftragtenrats“, des Exekutiv-Organs der Slowakei innerhalb der Tschechoslowakei. 1950 wurde das Palais vom Präsidenten Klement Gottwald einer Pionierorganisation zur Verfügung gestellt und fortan als „Haus der Pioniere und der Jugend Klement Gottwalds“ (Dom pionierov a mládeže Klementa Gottwalda), auch „Pionierpalais“ (Pioniersky palác) genannt, einem Freizeitzentrum für Jugendliche während der Zeit des Realsozialismus, bekannt. Die Salons wurden für verschiedene Arbeitsgemeinschaften hergerichtet, die Kapelle wurde als Lager genutzt. Im Speisesaal wurde eine Bühne für einen dramatischen Zirkel errichtet, im Hauptsaal wurden Volkstänze einstudiert. Dort musste 1958 die stark beschädigte Holzdecke durch eine moderne Eisenkonstruktion ersetzt werden. In der Sala terrena befand sich ein Spielzimmer. Der Lustgarten verschwand vollständig: vor dem Eingang in den Gartensaal entstand ein Schwimmbecken, in dem Mitte des Gartens wurde ein Fußballplatz angelegt, entlang seiner Langseiten standen Tribünen. Um den ganzen Platz herum wurde eine Kindereisenbahn gebaut. Mit einem Umbau im Jahr 1958 verschwanden vom Lustgarten alle Bauten, das Grün wurde erneuert und in der Mitte zum ersten Mal eine Fontäne angelegt. Die Umfassungsmauer, die bisher den Garten vom Straßenlärm schützten, wurden abgerissen, somit drängten insbesondere von der Westseite Lärm und Staub ein. Es wurde auch erwogen, die damals ulica Obrancov mieru genannte Straße an der Westseite zu verbreitern. Für dieses Projekt wären der Abriss des Karátsonyi-Mietshauses sowie der Palaiskapelle mit dem Westflügel erforderlich gewesen. Für die Nutzung als Pionierpalast was das Anwesen ungeeignet und nach der Fertigstellung eines neuen Gebäudes im Jahr 1985 zogen die Jugendorganisationen aus. Durch die damit einhergehende Vernachlässigung des Gebäudes entstanden Schäden, die eine Renovierung zu Ende des kommunistischen Regimes 1989 erforderten. Noch in der Tschechoslowakei wurde erwogen, das Palais für eine Kunstgalerie und gelegentlichen Amtssitz des tschechoslowakischen Präsidenten zu renovieren. ´

### Seit 1993

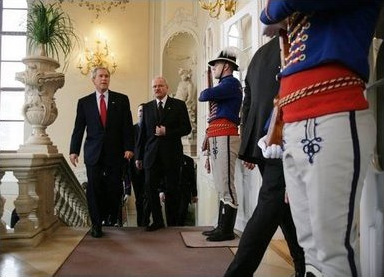
US-Präsident George W. Bush im Februar 2005 zu Besuch im Palais Grassalkovich.

Nach einer dreijährigen und 280 Millionen Slowakische Kronen teuren Renovierung in den 1990er Jahren wurde das Palais Grassalkovich am 30. September 1996 mit einem Feierakt an Michal Kováč, dem damaligen Präsidenten der Slowakei, übergeben und ist seither offizieller Amtssitz des Präsidenten. Zuvor musste der Präsident Räumlichkeiten in der Burg Bratislava und im städtischen Primatialpalais verwenden. Der Lustgarten wurde wieder eingezäunt und erneuert, erinnert allerdings nur in groben Zügen an den ursprünglichen barocken Garten; früher stand hier die Statue des Komponisten Johann Nepomuk Hummel, geboren 1778 in Preßburg, dem heutigen Bratislava.

## Inneres

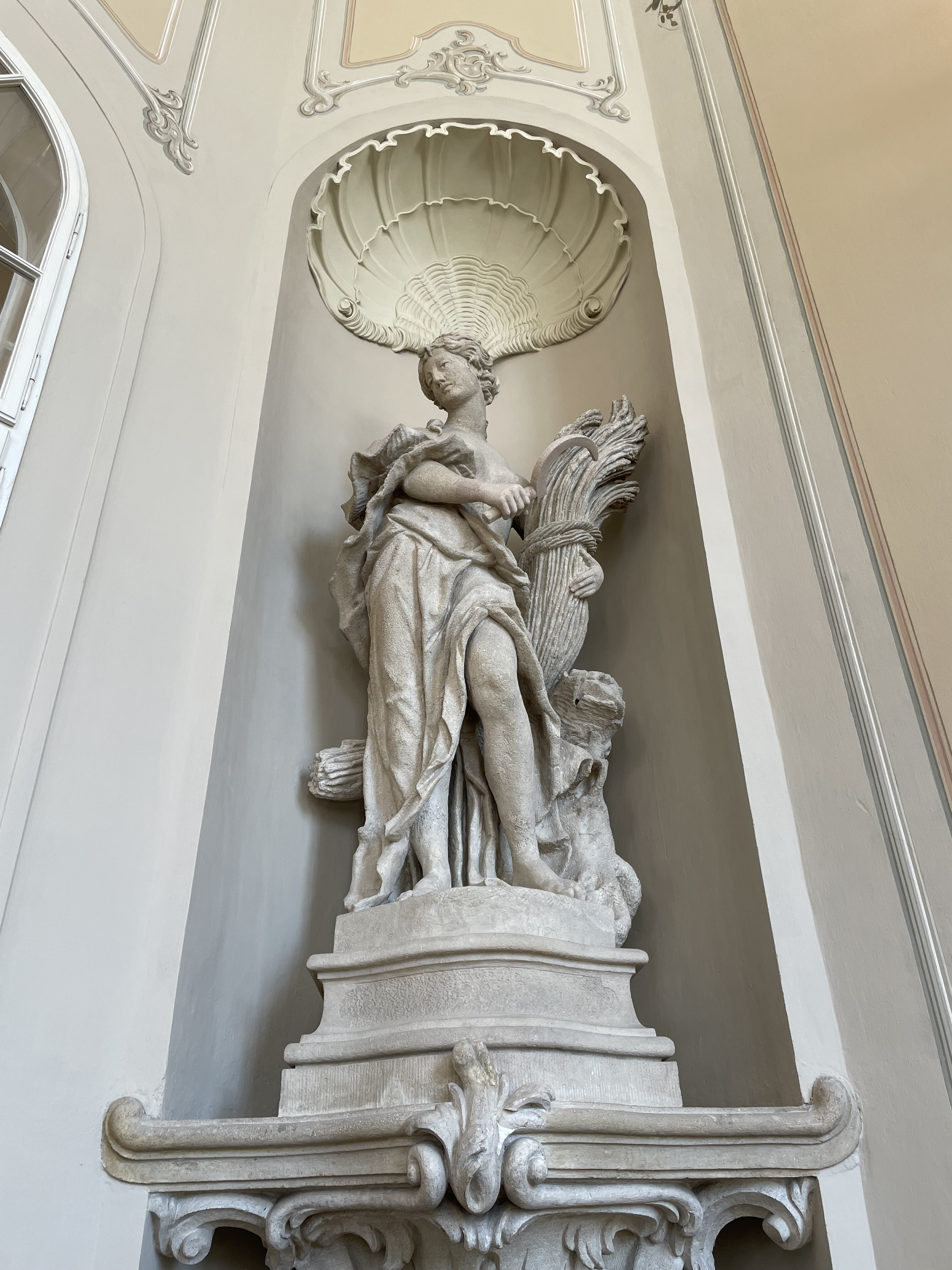
Eine vor vier allegorischen Skulpturen im Treppenhaus

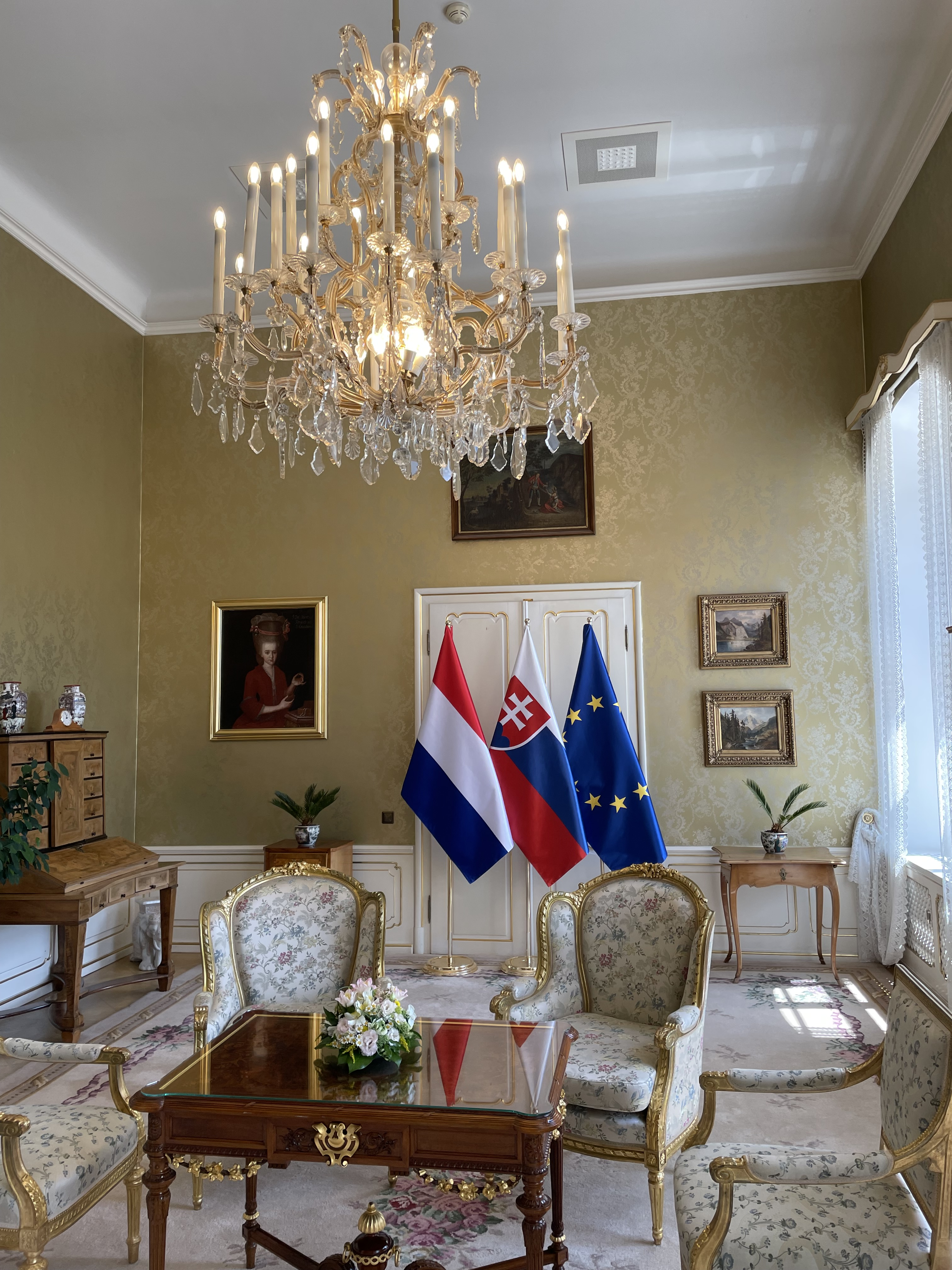
Der goldene Salon

Über den Haupteingang auf der Südseite gelingt man zum repräsentativen Treppenhaus, über das das Piano nobile im ersten Geschoss erreichbar ist. Andere Geschosse sind hingegen nur über kleinere Nebentreppen erreichbar. Auf den Postamenten stehen zwei steinerne Putten in Barockform aus den 1940er Jahren eines unbekannten Bildhauers. Ebenfalls in den 1940er Jahren wurden die Wandmalereien gefertigt. In den Ecknischen stehen vier allegorische Steinskulpturen, die Jahreszeiten versinnbildlichen. Die Plastiken werden dem Wiener Bildhauer Wilhelm Beyer (1725–1796) zugeschrieben und standen vorher im Freien.
Die Sala terrena ist ein gewölbter niedriger Raum auf der Nordseite. Das Dekor an den Wänden besteht aus Pflanzenmotiven mit überwiegend grünen und rosa Farben, somit ist dieser Raum eine „Fortsetzung“ des Lustgartens. Die Türen sind, abweichend von den anderen Räumen, grün gestrichen, in derselben Farbe ist auch das Sitzmobiliar im Stil des Rokoko aus dem späten 19. Jahrhundert. In der Saalmitte steht eine kleine Fontäne, vor dem Gartenausgang befinden sich Torsos von zwei überlebensgroßen Plastiken mit antiken oder mythologischen Motiven.
Das kleine Speisezimmer direkt unterhalb des Arbeitszimmers des Präsidenten ist ein kleiner gewölbter Raum mit Mobiliar aus dem späten 19. Jahrhundert.
Der große Saal (historisch: Hauptsaal) im Piano nobile ist mit Blattgold vergoldeten Stuckdekor an den Wänden verziert, das Stuckdekor an der Decke ist hingegen nicht vergoldet. Die beiden Öfen in barocken Formen sind Nachbildungen der ursprünglichen Öfen, können aber auch elektrisch betrieben werden. Die kristallenen Kronleuchter wurden im späten 19. Jahrhundert in böhmischen Glasfabriken gefertigt. An den Wänden hängen ursprüngliche geschnitzte und vergoldete Kerzenständer aus dem 18. Jahrhundert. Zwischen den Fenstern hängen schlanke Spiegel, die wahrscheinlich 1897 aus Wien geliefert wurden. Der ungewöhnlich große Orientteppich wurde gegen 1890 gewebt. Im Vorsaal ist hingegen keine ursprüngliche Dekoration erhalten worden.
Der Audienzsaal westlich des großen Saals wurde historisch als Musiksaal genutzt und besteht in der heutigen Form seit 1779. In den breiten Feldern war eine Textilfüllung, im 19. Jahrhundert eine Tapisserie. Heute hängen dort Porträts von Karl III., seiner Gemahlin Elisabeth Christine, ihrer Tochter und Kaiserin Maria Theresia und ihr Gemahl Franz I. Stephan, von einem unbekannten Maler. Die Bilder sind Leihgaben aus der Sammlung auf der Burg Červený Kameň. Über den drei Türen wurden Bilder mit Allegorien der freien Künste, namentlich Musik und Tanz, Malerei sowie Bildhauerei, in die ursprüngliche Ausführung en rouge (ins Rosa) restauriert. In einer Nische steht die Kopie eines klassizistischen Keramikofens. Das Mobiliar stammt aus der zweiten Hälfte des 19. Jahrhunderts.
Im Anschluss an den Audienzsaal befindet sich in der Mitte des westlichen Flügels das Arbeitszimmer des Präsidenten mit Mobiliar im Stil des Barock und des Rokoko aus der zweiten Hälfte des 19. Jahrhunderts. Im Arbeitszimmer befindet sich eine vergoldete Uhr im Stil des französischen Barock aus dem späten 19. Jahrhundert. Ebenfalls aus Frankreich stammt der Schreibtisch des Typs Bureau plat aus der Wende des 19. zum 20. Jahrhundert.
Östlich des großen Saals steht der grüne Saal (historisch: großes Speisezimmer), der auch als Konferenzsaal dient. Das Mobiliar lieferte die Wiener Firma Heinrich Otto Schmidt nach historischen Mustern (Modell „Spanische Botschaft“), die auch in den 1890er Jahren Einrichtungsgegenstände lieferte. Ausnahmen sind die Barockkommode und der Rahmen des Spiegels mit einem Relief des Wappens der Familie Erdődy, über ihr. Die Landschaftsmalereien stammen aus der zweiten Hälfte des 19. Jahrhunderts. Der kristallene Kronleuchter gehört zur ursprünglichen Ausstattung und ist der größte im Palais. Der Teppich wurde 1995 in Nordböhmen gewebt.
Über die südliche Tür gelingt man in den goldenen Salon (alternativ Damensalon), der seinen Namen nach goldfarbenen Tapeten mit barocken Vorlagen erhielt. Das Mobiliar im goldenen Salon stammt aus dem 19. Jahrhundert, Ausnahmen sind ein Schreibschrank mit einem Tabernakel aus der zweiten Hälfte des 18. Jahrhunderts und ein 1724 signierten Damenschreibsekretär aus dem süddeutschen Raum. Hier hängen Porträts des Grafen Antal Grassalkovich I. und einer seiner Töchter sowie ein Gemälde aus dem späten 17. Jahrhundert (wahrscheinlich eine freie Kopie eines Bilds von Louis de Boullogne) mit einer mythologischen Szene aus dem Leben von Hektors Gemahlin Andromache.
Ebenfalls für die Gemahlin des Präsidenten bestimmt ist der blaue Salon, ein ovaler Salon mit hellblauen Tapeten. Auch das Mobiliar, Porzellan- und Keramikgegenstände sind farblich angepasst. Hier steht die Art-déco-Figurengruppe Entführung der Europa aus der Manufaktur in Fraureuth. Aus slowakischem Kunsthandwerk steht im Raum ein in Zlaté Moravce bemaltes Keramikgefäß aus der Zeit kurz vor 1900. Der Schreibtisch aus den 1930er Jahren ist im Stil des Art déco ausgeführt.
Der braune Salon entstand durch Zusammenlegung von zwei kleineren Räumen und beherbergt die Bibliothek. Die Bücherschränke in barocker Form aus der zweiten Hälfte des 19. Jahrhunderts wurden durch gleichartige, nach 2000 gefertigte Stücke ergänzt. Die zwei Messingkronleuchter gehören zur ursprünglichen Ausstattung, das Barschränkchen mit der Form eines Globus hingegen nicht.

## Kapelle

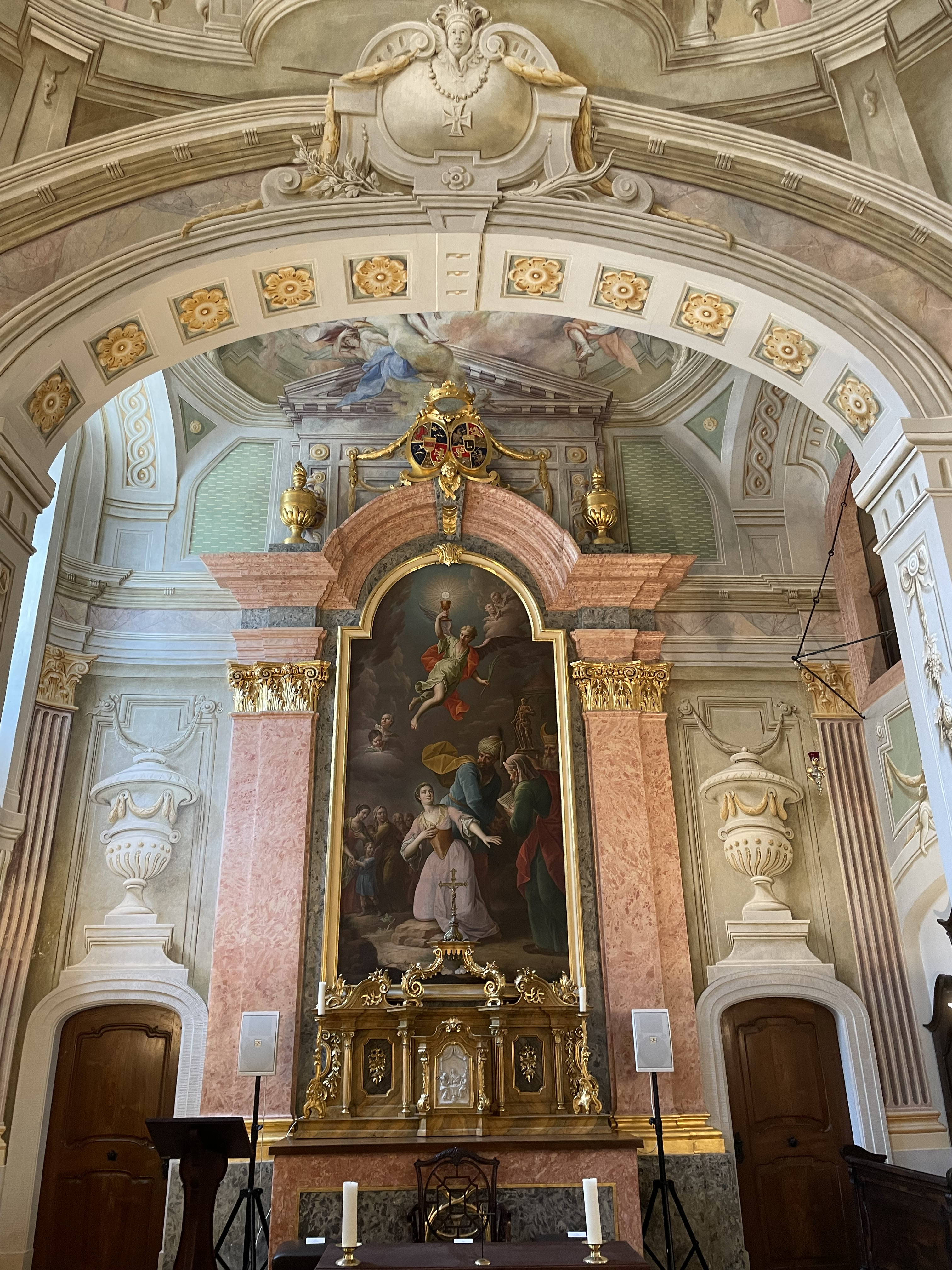
Altar der Barbarakapelle

Die Barbarakapelle im westlichen Teil des Palais wurde 1768 gebaut und 1769 geweiht. Die Szene der Hinrichtung der Hl. Barbara wird im Bild eines unbekannten Malers am Altar dargestellt. Die illusionistische Freskenmalerei an den Wänden und den Gewölben stammt vom österreichischen Maler Joseph Pichler. Im Altarraum befindet sich ein gemalter Blick in den Himmel mit Sicht auf eine Figurengruppe der Heiligen Dreifaltigkeit mit dem Motiv der Taube aus Heiliger Geist. Diese Malerei ist mit jener in den nahen Trinitarierkirche vergleichbar. Die Einrichtung stammt vorwiegend aus dem 18. Jahrhundert, die Mensa des Altar und der Heiligenschrein sind jedoch Neubildungen aus den 1940er Jahren. An der Tür des Schreins befindet sich ein weißes Relief mit einer Abendmahlsszene Jesu. Die Barockbänke stammen aus der alten Kirche des städtischen Lazaretts an der heutigen Straße Dunajská. Ein besonderer Gegenstand ist eine moderne Replik des wundertätigen Bildes der Jungfrau Maria als Geschenk Papst Johannes Paul II.

## Zugang

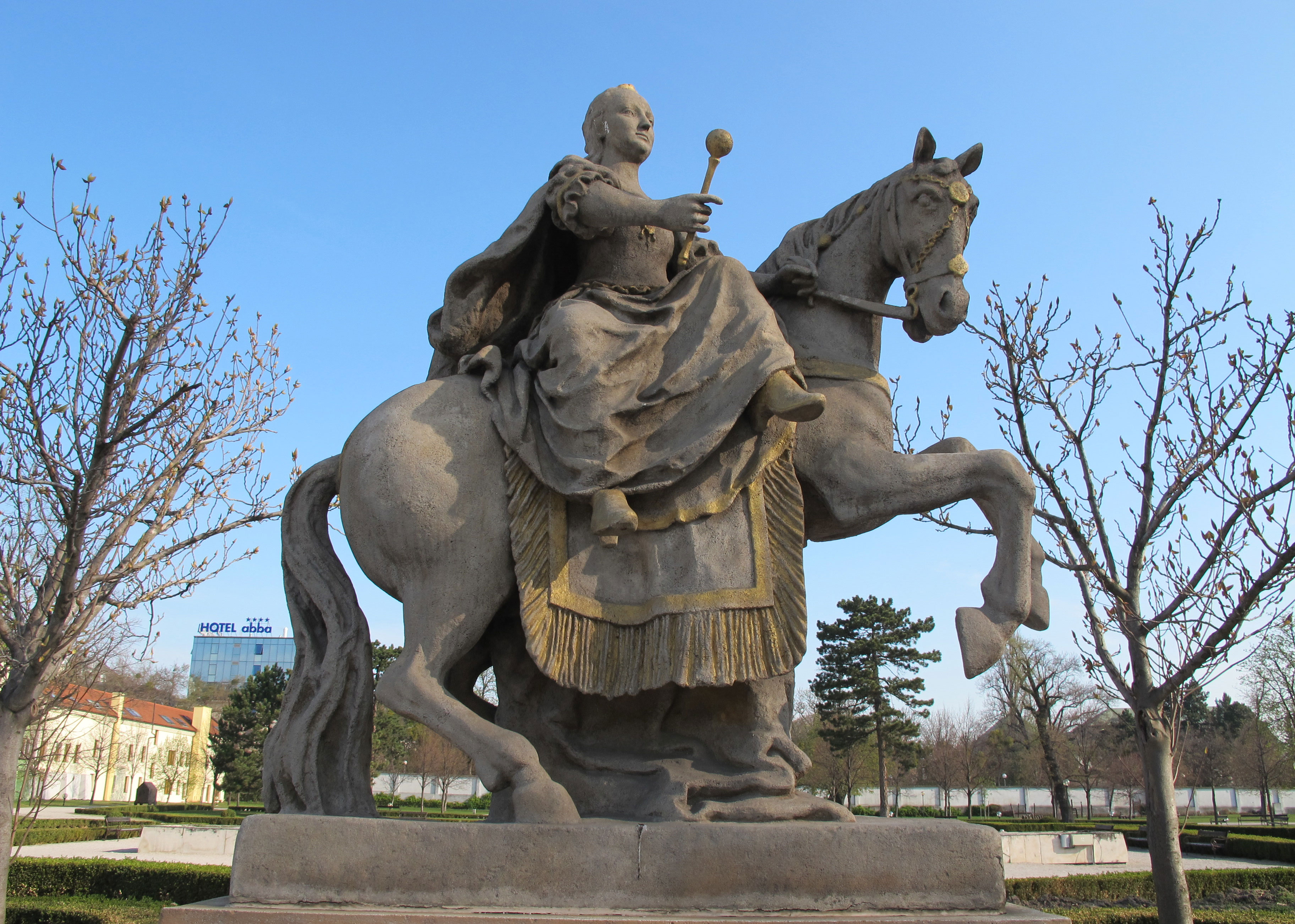
Reiterstatue von Maria Theresia im Park

Als Amtssitz des Präsidenten der Slowakei ist das Palais normalerweise für die Öffentlichkeit nicht zugänglich. Ausnahme ist der einmal jährlich stattfindende Tag der offenen Tür mit einem Rahmenprogramm. Der Garten ist seit den 1990er Jahren rechtlich vom Palais getrennt und kann als öffentlicher Park des Stadtteils Staré Mesto frei besucht werden.